# AREA21
AREA21 — Нидерландский электронный дуэт, состоящий из двух парней голландского DJ Martin Garrix и американского музыканта Maejor. Основан в 2016 году, получили известность после того как Martin Garrix во время своего выступления на Ultra Music Festival 2016 отыграл их два сингла: «Spaceships» и «We Did It». Дуэт подписан на лейбле STMPD RCRDS. Их личности были не известны, но у многих поклонников творчества Мартина были предположения, о том что Мартин был частью этого дуэта с одним или несколькими вокалистами. В СМИ и журналистике описывается как «Новый сайд-проект Мартина».

## Музыкальная карьера
8 апреля 2016 года дуэт выпустил свой первый сингл «Spaceships». Он достиг третье место в Spotify Viral 50.
20 мая 2016 года AREA21 выпускает второй свой сингл под названием «Girls».
23 июня 2017 года AREA21 выпустили свой 3 сингл под названием «We Did It».
1 декабря 2017 года AREA21 выпустила 4 сингл — «Glad You Game» который также был отыгран Мартином во время выступления на Ultra Music Festival ровно через год после дебюта дуэта.
9 февраля 2018 года AREA21 выпустила свой 5 сингл под названием «Happy» на лейбле Martina — STMPD RCRDS. В обзоре Dancing Astronaut’S Farrel Sweeney пишется что трек «излучает счастливую атмосферу благодаря своей простоте и оптимистичности характера, как передает название сингла».
В апреле 2018 года Martin Garrix раздразнил публику неизданным синглом «Help» в своем Instagram.
В Марте 2019 года AREA21 выпускает сингл «Help»

## Логотип
Их логотип состоит из двух инопланетян сидящих внутри космического корабля.

## Социальная сети
- Instagram AREA21
- Twitter AREA21
- Facebook AREA21
- YouTube AREA21

## Дискография

### Синглы: AREA21
| Название        | Год  | Альбом             |
| --------------- | ---- | ------------------ |
| «Spaceships»    | 2016 | Не альбомный сингл |
| «Girls»         | 2016 | Не альбомный сингл |
| «We Did It»     | 2017 | Не альбомный сингл |
| «Glad You Came» | 2017 | Не альбомный сингл |
| «Happy»         | 2018 | Не альбомный сингл |
| «HELP»          | 2019 | Не альбомный сингл |
| «La La La»      | 2021 | Не альбомный сингл |
| «Pogo»          | 2021 | Не альбомный сингл |